# Bayot (jezik)
Bayot jezik (baiot, baiote, bayotte; ISO 639-3: bda), nigersko-kongoanski jezik uže atlantske skupine, koji se govori na području Senegala, Gvineje Bisao i Gambije. U Senegalu (16 100; 2006) se govori u selima jugozapadno od Ziguinchora (središte Nyassia), a u Gvineji Bisau (2 190; 2006) uz senegalsku granicu
Bayotski jezik čini posebnu istoimenu podskupinu bayot [bayt] unutar šire skupine jola, koja obuhvaća 10 jezika. Dijalekt: essin [bda-ess]

## Vanjske poveznice
- Ethnologue (14th)
- Ethnologue (15th)